# Ethan Dabbs
Ethan Dabbs (* 23. Juni 1999 in Johnstown, Pennsylvania) ist ein US-amerikanischer Leichtathlet, der sich auf den Speerwurf spezialisiert hat. 2022 gewann er bei den NACAC-Meisterschaften in Freeport die Bronzemedaille.

## Sportliche Laufbahn
Erste internationale Erfahrungen sammelte Ethan Dabbs, der an der University of Virginia studiert, im Jahr 2022, als er bei den Weltmeisterschaften in Eugene mit einer Weite von 72,81 m in der Qualifikationsrunde ausschied. Anschließend gewann er bei den NACAC-Meisterschaften in Freeport mit 81,43 m die Bronzemedaille hinter seinem Landsmann Curtis Thompson und Keshorn Walcott aus Trinidad und Tobago. Im Jahr darauf brachte er bei den Weltmeisterschaften in Budapest keinen gültigen Versuch zustande.
2022 wurde Dabbs US-amerikanischer Meister im Speerwurf.